# Аркус тангенс хиперболични
Аркус тангенс хиперболични je монотоно растућа функција, чији се домен креће у (-1,1), а кодомен у (-∞,∞). Дефинише се као:
{\displaystyle \operatorname {arctgh} \;x=\operatorname {tgh} ^{-1}x={\frac {1}{2}}\left(\log(1+x)-\log(1-x)\right)}
Функција има један превој и нулу у нули, у коју улази под угом од π/4. Има две асимптоте: x = ±1.